# 38ª edizione dei Directors Guild of America Award
La 38ª edizione dei Directors Guild of America Award si è tenuta l'8 marzo 1986 al Beverly Hilton Hotel di Beverly Hills e all'Hotel Plaza di New York e ha premiato i migliori registi nel campo cinematografico, televisivo e pubblicitario del 1985.

## Cinema
- Steven Spielberg – Il colore viola (The Color Purple)
- Ron Howard – Cocoon - L'energia dell'universo (Cocoon)
- John Huston – L'onore dei Prizzi (Prizzi's Honor)
- Sydney Pollack – La mia Africa (Out of Africa)
- Peter Weir – Witness - Il testimone (Witness)

## Televisione

### Serie drammatiche
- Will Mackenzie – Moonlighting per l'episodio Mio caro David (My Fair David)
- Ray Danton – New York New York (Cagney & Lacey) per l'episodio Donne in crisi - Parte seconda (Who says it's fair - Part II)
- Paul Michael Glaser – Miami Vice per l'episodio Contrabbando (Smuggler's Blues)

### Serie commedia
- Jay Sandrich – Cuori senza età (The Golden Girls) per l'episodio The Engagement
- James Burrows – Cin cin per l'episodio Il segno del Cielo (Birth, Death, Love and Rice)
- Peter Werner – Moonlighting per l'episodio L'altra campana (The Dream Sequence Always Rings Twice)

### Film tv e miniserie
- John Erman – Una gelata precoce (An Early Frost)
- Jeff Bleckner – Non entrate dolcemente nella notte (Do You Remember Love)
- Lamont Johnson – Wallenberg (Wallenberg: A Hero's Story)

### Serie televisive quotidiane
- Sandy Tung – CBS Schoolbreak Special per l'episodio The Day the Senior Class Got Married
- Claude Kerven – ABC Afterschool Specials per l'episodio High School Narc
- Michael Toshiyuki Uno – CBS Schoolbreak Special per l'episodio The War Between the Classes

### Documentari e trasmissioni d'attualità
- Harry Rasky – Homage to Chagall: The Colours of Love
- John Cosgrove – Missing... Have You Seen This Person?
- Jody Eldred – The China Experience: Beyond the Wall

### Trasmissioni musicali e d'intrattenimento
- Don Mischer – Motown Returns to the Apollo
- Marty Pasetta – 57ª edizione della cerimonia dei Premi Oscar
- Tony Verna, Sandi Fullerton, Louis J. Horvitz e Wendy Acey – Live Aid

### Trasmissioni sportive
- Andy Kindle e David Michaels – 72ª edizione del Tour de France
- David Caldwell – 1985 U.S. Figure Skating Championships
- Edward Nathanson, Harold R. Cline e Bob Levy – Torneo di Wimbledon 1985 - Singolare maschile

## Pubblicità
- Ed Bianchi – spot per Diet Pepsi (Forward Pass), il National Institute on Drug Abuse (Gauntlet; Bounce; Jump), American Express (Young Lawyers)
- Leslie Dektor – spot per Apple (American Dream; Changes), Levi's (Bluesmen; The Gathering), Coca-Cola (Havens)
- Jim Johnston – spot per UNCF (Father and Son), California Cooler (Matt), Nike (The Shooter)
- Richard Levine – spot per Pacific Bell (Boxers), la Chiesa di Gesù Cristo dei santi degli ultimi giorni (The More I See You)
- Joe Pytka – spot per Pepsi-Cola (Archeology), Special Olympics (E.T. Special Olympics), Henry Weinhard's (Saloon)

## Premi speciali

### Premio D.W. Griffith
- Joseph L. Mankiewicz

### Robert B. Aldrich Service Award
- George Sidney